# John Joseph Glennon
John Joseph Glennon (Kinnegad, 14 de junio de 1862- Dublín, 9 de marzo de 1946) fue un prelado católico irlandés, arzobispo de San Luis (Misuri) desde 1903 hasta su muerte, en 1946. Fue elevado al cardenalato en 1946.

## Primeros años
Nació en Kinnegad, Condado de Westmeath, Irlanda, hijo de Matthew y Catherine (de soltera Rafferty) Glennon. Se graduó en el St. Finian's College e ingresó en el All Hallows College, cerca de Dublín, en 1878. Aceptó una invitación del obispo John Joseph Hogan, en 1882, para unirse a la recién establecida Diócesis de Kansas City en Estados Unidos. Glennon, después de llegar a Misuri en 1883, fue ordenado sacerdote por el obispo Hogan el 20 de diciembre de 1884.
Después, fue asignado a la Iglesia de San Patricio en Kansas City y al regresar brevemente a Europa, continuó sus estudios en la Universidad de Bonn, en Alemania. A su regreso a Kansas City, se convirtió en rector de la Catedral de la Inmaculada Concepción. Posteriormente, fue nombrado vicario general (1892) y administrador apostólico (1894) de la diócesis.

## Carrera episcopal
El 14 de marzo de 1896, fue nombrado obispo coadjutor de Kansas City y obispo titular de Pinara por el Papa León XIII. Recibió su consagración episcopal el 29 de junio siguiente, de manos del arzobispo John Joseph Kain, con los obispos Maurice Francis Burke y John Joseph Hennessy como co-consagradores. A los 34 años, se convirtió en uno de los obispos más jóvenes del mundo.

### Arzobispo de San Luis
Posteriormente fue nombrado arzobispo coadjutor de San Luis (Misuri) el 27 de abril de 1903. Sucedió al arzobispo Kain como el cuarto arzobispo de San Luis tras la muerte de este último el 13 de octubre de ese año. Al darse cuenta de que la Catedral de San Luis ya no podía albergar a su creciente congregación, rápidamente comenzó a recaudar fondos para una nueva catedral, cuya piedra angular se colocó más tarde, el 18 de octubre de 1908.
Abrió el nuevo seminario Kenrick en 1915, seguido del seminario menor en Shrewsbury (Misuri). Pronunció el panegírico en el funeral del cardenal James Gibbons y fue nombrado asistente en el Trono Pontificio el 28 de junio de 1921. Se opuso al gobierno británico en Irlanda y apoyó a los líderes de la Rebelión de Pascua. El arzobispo lamentó una vez el hecho de que las mujeres compitieran con los hombres en la fuerza laboral: «Algunas de las mujeres van al centro en la carrera y compiten junto a los hombres... Es lamentable que los hombres tengan que dejarlas, se vean obligados a dejarlas». Después del ataque a Pearl Harbor en 1941, Glennon declaró: «No somos una nación militar, pero estamos en guerra... Las iglesias tienen el deber, en tiempo de guerra, de no promover el odio, racial o de otro tipo. Las iglesias deben dar su ayuda moral y su apoyo físico a la nación». Se opuso abiertamente al divorcio y dijo: «La actitud moderna hace una broma del sacramento del matrimonio». También, condenó los juegos de azar como «indignos de nuestro pueblo católico... causando mucho escándalo», y prohibió bailar y beber en eventos patrocinados por la iglesia. El arzobispo a veces lanzaba la bola de apertura para los juegos de beisbol de los Cardenales de San Luis, pero él mismo no practicaba ningún deporte. En una ocasión dijo: «Una vez probé golf, pero desfiguré tanto el escenario que nunca volví a jugar, por temor a la indignación pública y las represalias».

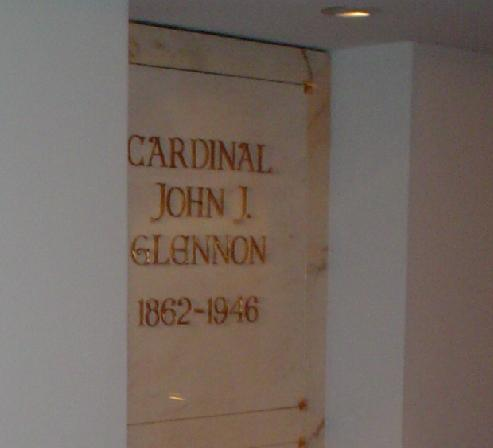
Lugar de descanso final del cardenal Glennon

A pesar de que era una tendencia bastante popular, como arzobispo de San Luis se opuso a la integración racial en las escuelas, colegios y universidades católicas de la ciudad. A principios de la década de 1940, muchos sacerdotes locales, especialmente jesuitas, desafiaron las políticas segregacionistas en las escuelas católicas de la ciudad. El capítulo de St. Louis de la Conferencia del Clero del Medio Oeste sobre el Bienestar de los Negros, formado localmente en 1938, impulsó al Webster College, exclusivamente femenino, a integrarse primero. Sin embargo, en 1943, Glennon bloqueó la inscripción de una joven negra en la universidad hablando en privado con la superiora de las Hermanas de Loretto, con sede en Kentucky, que trabajaba en la universidad. Cuando los sacerdotes partidarios de la integración se acercaron directamente, Glennon calificó el plan de integración como una «táctica jesuita» y rápidamente trasladó a uno de los sacerdotes quejosos fuera de su misión en una parroquia afroamericana. El Pittsburgh Courier, un periódico afroamericano de circulación nacional, descubrió la intervención de Glennon y publicó un artículo de primera plana sobre el incidente de Webster. En respuesta, el padre Claude Heithaus, profesor de Arqueología Clásica en la Universidad Católica de Saint Louis, pronunció un enojado sermón acusando a su propia institución de comportamiento inmoral en sus políticas de segregación. La Universidad de Saint Louis comenzó a admitir estudiantes afroamericanos ese verano cuando su presidente, el padre Patrick Holloran, logró obtener la aprobación del reacio arzobispo Glennon. Sin embargo, St. Louis mantuvo una de las mayores cantidades de parroquias y escuelas afroamericanas en el país.

### Cardenalato y muerte
En la víspera de Navidad de 1945, se anunció que Glennon, de 83 años, sería elevado al colegio Cardenalicio. Originalmente se pensó que era demasiado mayor para hacer el viaje a Roma, pero finalmente se unió a los cardenales electos Francis Spellman y Thomas Tien Ken-sin en su vuelo, tiempo durante el cual Glennon contrajo un resfriado del que no se recuperó. Pío XII lo nombró cardenal presbítero de San Clemente en el consistorio del 18 de febrero de 1946.
Durante el viaje de regreso a Estados Unidos, Glennon hizo escala en su Irlanda natal, donde fue recibido por el presidente Seán T. O'Kelly y Taoiseach Éamon de Valera. Mientras estaba en Dublín, le diagnosticaron Insuficiencia renal aguda y falleció, poniendo fin a un mandato de 42 años como arzobispo. El cuerpo del Cardenal fue devuelto a St. Louis y luego enterrado en la Catedral.
Glennon es el homónimo de la comunidad de Glennonville, Missouri. El único hospital diocesano para niños, el Cardinal Glennon Children's Hospital, afiliado al St. Louis University Medical Center, fue creado en su nombre.